# Bridgeport, Nebraska
Bridgeport är en stad (city) i den amerikanska delstaten Nebraska och huvudort i Morrill County. Staden hade 1 545 invånare vid 2010 års federala folkräkning.

## Geografi
Staden ligger på södra sidan av North Platte River, centralt i den smala, glesbefolkade region i västra Nebraska som kallas Nebraska Panhandle, Nebraskas "handtag".

## Historia
Orten grundades 1899 vid en järnvägsbro över North Platte River som uppfördes av Chicago, Burlington and Quincy Railroad (idag del av BNSF). Denna bro är även ursprunget till stadens namn. Bridgeport fick stadsrättigheter som village 1901.